# 天启秘境 (斯克里亚宾)
天启秘境是作曲家斯克里亚宾未完成的音乐作品。 他于1903年开始创作该作品，但在1915年去世时仍未完成。 作曲家计划在此曲里使用联觉 ，并会激发嗅觉 ， 触觉以及听觉等感觉。 他写道： 
“这场表演将不会有任何一个观众，全部人都将是参与者。这场演出将会需要特殊的人，特殊的艺术家以及一个截然不同的文化。演出人员包括一个管弦乐团，大型混合合唱团，一个有视觉效果的乐器，一些舞者，游行队伍，香，有节奏的音色。演出的教堂将不会是一种不变的教堂，而会是跟着此曲的气氛而改变，这则需要用到烟雾和光线，它们可以修改建筑物的轮廓。
作曲家原本想在印度的喜马拉雅山山脚下演出，它将会持续一周，演出结束后将会带来世界末日以及一个将会替代人类的“更高贵的生物”。 